# Stagonomus amoenus
Stagonomus (Stagonomus) amoenus ist eine Wanzenart aus der Familie der Baumwanzen (Pentatomidae).

## Merkmale
Die braunroten Wanzen werden 6 bis 8 Millimeter lang. Die Oberfläche weist zahlreiche winzige dunkle Vertiefungen auf. An den Ecken an der Basis des Schildchens (Scutellum) befindet sich jeweils ein größerer heller Fleck, am unteren Ende des Schildchens ein heller sichelförmiger Fleck. Die ersten drei Fühlerglieder sind rotbraun, während die beiden äußeren Fühlerglieder schwarz gefärbt sind. Der Hinterleib ist bei den Weibchen spitz verlängert und überragt die Flügel.

## Verbreitung
Die Art ist im Mittelmeerraum verbreitet. Das Verbreitungsgebiet reicht im Norden bis nach Ungarn, im Osten bis in den Mittleren Osten (Iran).

## Lebensweise
Als Futterpflanzen von Stagonomus amoenus wurden bestimmt: Schafgarben (Achillea), der Gewöhnliche Natternkopf (Echium vulgare), verschiedene Zistrosen (Cistus), die Besenheide (Calluna vulgaris), Salbei (Salvia), Thymian (Thymus), verschiedene Rubus-Arten sowie Ehrenpreis (Veronica). 

## Etymologie
Der Artzusatz amoenus kommt aus dem Lateinischen und bedeutet so viel wie „lieblich“, „reizend“ oder „angenehm“. 

## Systematik
Aus der Literatur ist das folgende Synonym bekannt:
- Pentatoma amoenus Brullé, 1832